# ベネビジョン
ベネビジョン (Venevisión) は、ベネズエラのテレビ局。チャンネルは4。ベネズエラ最大のテレビネットワークでもある。アメリカでは、ベネビジョンで放送されている人気番組をユニビジョンで放送されている。

## 歴史
1953年に前身のテレビサ・ベネズエラを開局した。しかし1960年の破産後、ディエゴ・シスネロスはテレビ局ベネビジョンを開局した。
毎年開催のミス・ベネズエラの中継、さらに、2007年にはTVesと共同でコパ・アメリカをハイビジョンで放送された。

## 主な番組
- Sábado Sensacional（バラエティ番組）
- Noticiero Venevisión
- Portada's